# ویونیتسا
ویونیتسا (به صربی: Vionica) یک منطقهٔ مسکونی در صربستان است که در ایوانئیتسا واقع شده‌است. ویونیتسا ۲۲٫۹۶ کیلومتر مربع مساحت و ۲۰۴ نفر جمعیت دارد.